# Phytomyza tibialis
Phytomyza tibialis este o specie de muște din genul Phytomyza, familia Agromyzidae. A fost descrisă pentru prima dată de Fallen în anul 1823.
Este endemică în Sweden. Conform Catalogue of Life specia Phytomyza tibialis nu are subspecii cunoscute.